# Leroy Chiao
Leroy Chiao dr. (Milwaukee, Wisconsin, 1960. augusztus 28. –) amerikai űrhajós, vállalkozó, motivációs előadó és mérnöki tanácsadó.

## Életpálya
Szülei az 1950-es években mentek Amerikába. 1983-ban a Kaliforniai Egyetemen vegyészmérnöki diplomát szerzett. Ugyanitt doktorált. 1987-1989 között Dublinban (Kalifornia) a Hexcel Corporationnál dolgozott. Részt vett a fejlett repülőgép-gyártási anyagok fejlesztésében. Tulajdonosként, kutatóként részt vett a diagnosztikai Ultrahang Mikrogravitációs Programban. Feltalált egy könnyűszerkezetű anyagot (grafitszál erősítésű műanyag), ami rendkívüli súlycsökkenést ért el a repülőgép egységek gyártásában (felhasználhatósága rendkívül széles körű). Pilóta jogosítvánnyal rendelkezve különböző repülőgépeken több mint 2500 órát tartózkodott a levegőben.
1990. január 17-től részesült űrhajóskiképzésben a Lyndon B. Johnson Űrközpontban, valamint a Jurij Gagarin Űrhajóskiképző Központban. Négy űrszolgálata alatt összesen 229 napot, 8 órát és 41 percet töltött a világűrben. Űrrepülőgépes missziók alkalmával az ISS fedélzetéről négy alkalommal végzett űrsétát (kutatás, szerelés), összesen 26 órát töltött az űrállomáson kívül. Véletlenül megoldotta a napelemek összezárhatóságának problémáját, amit 2006-ban az STS–116 (a Discovery űrrepülőgép útján a Nemzetközi Űrállomásra) küldetésén Thomas Reiter kivitelezte a technológiát. A technikai megoldás nagymértékben elősegítette, lerövidítette (nem kell kerülgetni a napelemtáblákat) az űrséták idejét. Űrhajós pályafutását 2005. október 31-én fejezte be. Folyékonyan beszéli a kínai és az orosz nyelvet. Űrszolgálata után visszatért a magánszektorba, vállalkozásai Amerikában és Kínában működnek. 2006 júliusában elfogadta Excalibur Almaz Limited állásajánlatát. Munkájával segíti az űrrepülés képzését az alapoktól az űrállomáson történő munkákig. A cég összeállított egy csapatot, hogy kezdjék meg az űrállomás (ISS) karbantartásának rendszerét kidolgozni.
National Space Biomedical Research Institute (NSBRI) elnökeként csatlakozott a Baylor College of Medicine csapathoz. A NASA által támogatott, a hosszú időtartamú egészségügyi kockázatok megelőzésére (rehabilitáció) létrehozott tanácsadók feladata az űrhajósok egészségének és biztonságának elősegítése. Kidolgozni a Mars program egészségügyi megvalósíthatóságának módszerét. 2011. szeptember 1-jén javasolta, hogy engedélyezni kellene Kína csatlakozását a Nemzetközi Űrállomás programba.

## Űrrepülések
- STS–65 a Columbia űrrepülőgép 17. repülésén küldetés specialista. Első űrszolgálata alatt összesen 14 napot, 17 órát és 55 percet töltött a világűrben. A repülés ideje abban az időben rekordnak számított! Második alkalommal repült a Nemzetközi Mikrogravitációs Laboratórium (IML-2). A laboratóriumban 12 órás váltásokban dolgoztak az űrhajósok. Elvégeztek több mint 80 anyag-és élettudományi kísérletet.
- STS–72, az Endeavour űrrepülőgépen küldetés specialista. Második űrszolgálata alatt összesen 8 napot, 22 órát és 01 percet töltött a világűrben. Kettő űrsétát (kutatás, szerelés) végzett 214 óra és 41 másodperc időtartamban, ezalatt utazott 3,7 millió kilométert, valamit 142 alkalommal megkerülte a Földet.
- STS–92, a Discovery űrrepülőgépen küldetés specialista. Indult Floridából és érkezett Kaliforniába. A robotkar segítségével új elemet szereltek az űrállomásra, biztosítva a további szerelést, biztosítva a  nagyobb állomány tartós elhelyezését. Harmadik űrszolgálata alatt összesen 12 napot, 21 órát, 40 percet és 25 másodpercet töltött a világűrben. Kettő űrséta (kutatás, szerelés) összesen 13 óra és 16 percet töltött az ISS állomáson kívül.
- Szojuz TMA–5 fedélzeti mérnök/ISS parancsnok. Negyedik űrszolgálata alatt összesen 192 napot, 19 órát és 02 percet töltött a világűrben.

### Tartalék személyzet
Szojuz TMA–4 fedélzeti mérnök